# Чапо-Олого
Чапо́-Олого́ — село в Каларском районе Забайкальского края России.

## География
Расположено на правом берегу реки Чары, в 63 км (по автодороге) к северо-востоку от райцентра, села Чара, и в 17 км от железнодорожной станции Икабья на Байкало-Амурской магистрали. В переводе с эвенкийского «чапо» — беличье гнездо, с якутского «олого» — стойбище.

## История
К 1901 году появились первые разрозненные поселения эвенков.
В 1932 году организован колхоз им. К. Е. Ворошилова, переименован в 1969 году в колхоз «Заря». В 1989 году организован самостоятельный оленеводческо-промысловый совхоз «Северный».
В селе работают библиотека, дом культуры, фельдшерско-акушерский пункт.
В 2006—2020 гг. административный центр сельского поселения «Чапо-Ологское».

## Население
| 1989 | 2002 | 2010 | 2012 | 2013 | 2014 | 2015 |
| ---- | ---- | ---- | ---- | ---- | ---- | ---- |
| 187  | ↘164 | ↘155 | ↘147 | ↘139 | →139 | ↗145 |
| 2016 | 2017 | 2018 | 2019 | 2020 | 2021 |      |
| ↘136 | ↗139 | ↘137 | ↗138 | ↗142 | ↘128 |      |